# 浦东图书馆
浦东图书馆是上海市浦东新区的公共图书馆，国家一级图书馆。新馆地址位于浦东新区前程路88号，坐落于浦东文化公园北侧，于2010年6月18日开始试运行。

## 历史
浦东新区图书馆原址位于浦东新区迎春路324号，于2001年4月21日开放。该馆建筑面积9300平方米，设计藏书容量75万册，阅览室座位1200席。
2024年10月22日，浦东图书馆少儿分馆在金桥开馆。

## 现状

### 建筑
新馆占地面积3公顷，建筑面积60885平方米，设计藏书容量约200万册，阅览座位3000个。建筑为长方体建筑，地下两层，地上六层，建筑总高36米。建筑由株式会社日本设计进行方案设计，合作设计单位为华东建筑设计研究院有限公司，新馆工程于2007年9月开工建设。
建筑每两层为一个功能区，第一二层为公共服务和学术交流区，第三四层为普通文献借阅区，第五六层为专题阅览及办公室，地下一层和地下夹层有停车场，餐厅及办公居区域。第三四层由大台阶，坡道，书架壁组成跃层的“书山”空间。五层有像“空中花园”盆栽植物。六层为五层的整体吊顶，形成“浮云”形状。顶层结构为天窗，玻璃覆盖，阳光直射。

### 馆藏
浦东图书馆藏书约288万册。

### 功能室

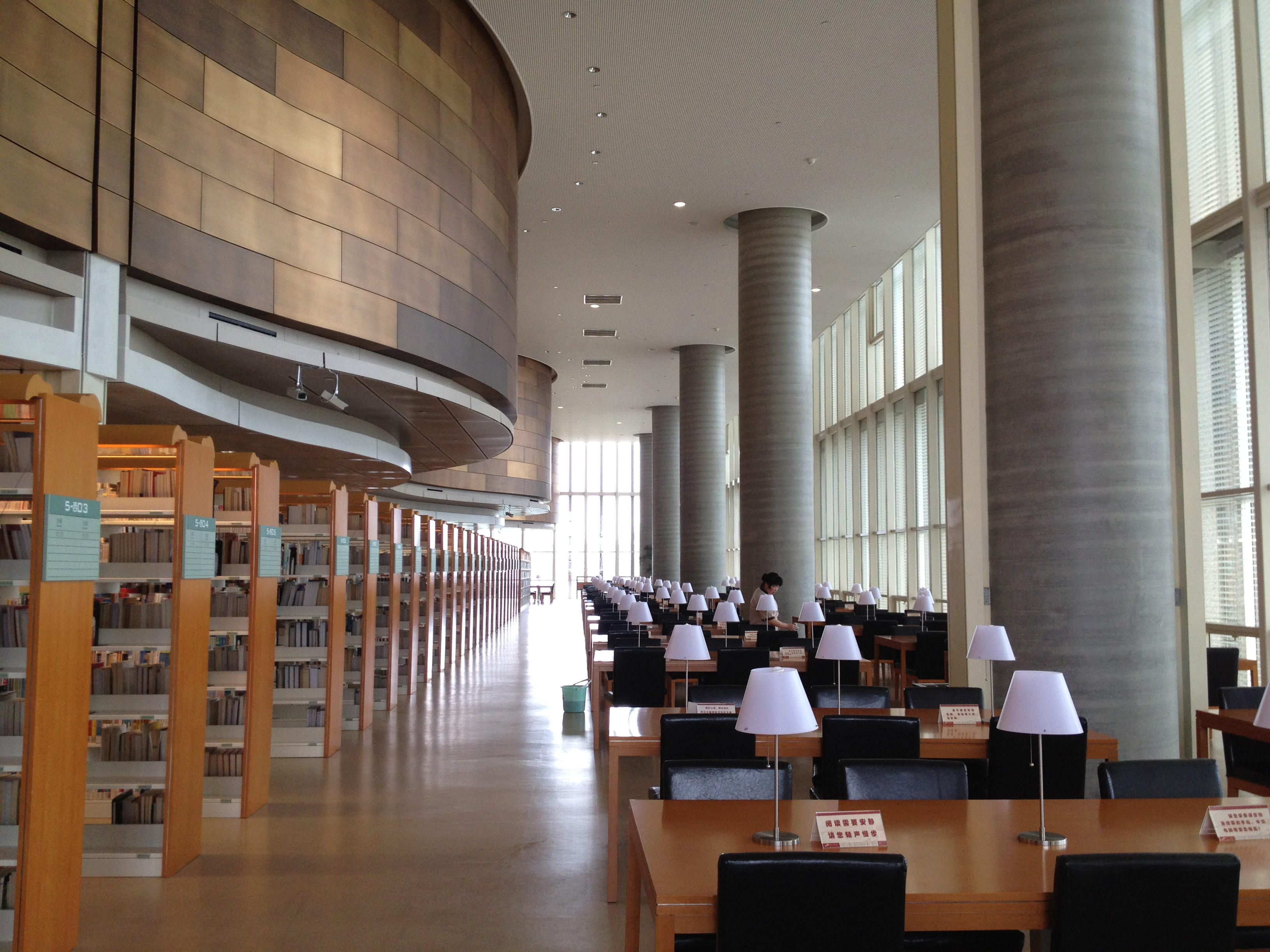
图书馆五层内景

- 地下夹层设有餐厅、厨房、视障者服务中心、文献储存库和珍善本书库、图书消毒装裱车间、采编工作部以及物业用房。
- 一层设有公共服务大厅、展览厅，大型演讲厅，中型和小型学术报告厅。
- 二层设有不同规格的读者活动（会议）室、培训教室，还有相对独立的少儿图书馆。
- 三层和四层有普通文献借阅区和报刊阅览区,自习区。
- 五层是专题文献借阅区，自习休息区。
- 六层有音像文献借阅区，数字文献阅览区，以及办公区域。

## 交通

### 公交
- 184路、1023路、北蔡2路：前程路锦绣路站
- 607路、639路、792路、北蔡1路、花木1路：锦绣路高科西路站

### 地铁
- 上海轨道交通7号线 锦绣路站